# Patricia Barkman
Patricia Barkman, född 1967 i Kristianstad är en svensk konstnär.
Hon är autodidakt och flyttade 1986 till Stockholm. Hon sysslar främst med måleri, men även med metall, textil och kristall. Utmärkande drag i måleriet är kraftfull färgsättning, organisk form och tredimensionalitet.
Motiven rör sig i ett landskap av overkliga former och organismer med en atmosfär av närhet, närvaro och kraft.